# アレクシス・コーナー
アレクシス・コーナー（Alexis Korner、1928年4月19日 - 1984年1月1日）は、イギリスのミュージシャン。多くのブルース・ミュージシャンを育てた功績から、「ブリティッシュ・ブルースの父」と呼ばれる。

## 経歴
フランスのパリで生まれ、様々な国に引っ越した後、1940年5月にロンドンに移る。
1940年代後半にギターやピアノを始め、1950年代中期には本格的にブルースを演奏するようになる。ハーモニカ奏者のシリル・デイヴィスと共同で、ロンドンのソーホーにロンドン・ブルース・アンド・バレルハウス・クラブを開いた。同クラブはイギリスで最初のブルース・クラブであり、ビッグ・ビル・ブルーンジー、ソニー・テリー、ブラウニー・マギー、マディ・ウォーターズらがステージに立った。
1961年、デイヴィスとアレクシス・コーナーズ・ブルース・インコーポレイテッド（ブルース・インコーポレイテッド）を結成。1962年3月から毎週土曜日にウェスト・ロンドンのイーリング・ジャズ・クラブに出演した。初期のメンバーは、コーナー（ギター）、デイヴィス（ハーモニカ）、アート・ウッド（ボーカル）、チャーリー・ワッツ（ドラムス）ほか。多くの若手ミュージシャンが入れ替わり参加し、その中にはロング・ジョン・バルドリー（ボーカル）、ディック・ヘクストール＝スミス（サクソフォーン）、ジャック・ブルース（ダブル・ベース）、ジンジャー・ベイカー（ドラムス）、グレアム・ボンド（サクソフォーン）がいた。ブライアン・ジョーンズもコーナーのライブに参加したことがあり、その時にミック・ジャガーやキース・リチャーズに見初められたことがローリング・ストーンズ結成のきっかけとなった。
1967年のアルバム『I Wonder Who』には、後にペンタングルのリズム隊となるダニー・トンプソンとテリー・コックスが参加。この頃、後に有名になるフリーの名付け親となりデビューの後押しをした。
1968年、レッド・ツェッペリン加入前のロバート・プラントと共演した時の音源は、1972年に発売された編集盤『ブートレグ・ヒム!』に収録された。
1970年、ピーター・ソラップ（Peter Thorup、ギター）らとCCS（Collective Consciousness Society）を結成。レッド・ツェッペリンの「胸いっぱいの愛を」のカヴァー「Whole Lotta Love」がヒットする。1971年6月、ハンブル・パイのスティーヴ・マリオット、グレッグ・リドリー、ジェリー・シャーリーと共にB.B.キングのアルバム『イン・ロンドン』収録曲「アレクシス・ブギー」のレコーディングに参加。
1972年、ソラップ、ボズ・バレル（ベース）、イアン・ウォーレス（ドラムス）、メル・コリンズ（フルート、サクソフォーン）とスネイプを結成し、翌年、アルバム『アクシデンタリー・ボーン・イン・ニューオーリンズ』発表。
1978年、教え子的存在のチャーリー・ワッツ、ジャック・ブルース、イアン・スチュワートらとロケット88を結成して活動。
1984年1月1日、肺癌で他界。享年55歳。

## ディスコグラフィ
- Blues from the Roundhouse  10" (1957年) ※Alexis Korner's Breakdown Group名義
- 『R&B フロム・ザ・マーキー』 - R&B from the Marquee (1962年) ※ブルース・インコーポレイテッド名義
- Alexis Korner and Friends (1963年) ※ブルース・インコーポレイテッド名義
- 『アット・ザ・キャバーン』 - At the Cavern (1964年) ※ブルース・インコーポレイテッド名義
- 『アレクシス・コーナー・オール・スターズ』 - Red Hot from Alex (1964年) ※ブルース・インコーポレイテッド名義
- 『アレクシス・コーナーズ・ブルース・インコーポレイテッド 』 - Alexis Korner's Blues Incorporated (1965年) ※ブルース・インコーポレイテッド名義
- 『スカイ・ハイ』 - Sky High (1966年) ※ブルース・インコーポレイテッド名義
- I Wonder Who (1967年)
- 『ア・ニュー・ジェネレーション・オブ・ブルース』 - A New Generation of Blues (1968年)
- Both Sides (1970年) ※New Church名義
- 『C.C.S. (集合意識協会)』 - CCS 1st (1970年) ※CCS名義
- Alexis Korner (1971年)
- 『ブートレグ・ヒム!』 - Bootleg Him! (1972年)
- CCS 2nd (1972年) ※CCS名義
- 『アクシデンタリー・ボーン・イン・ニューオーリンズ』 - Accidentally Borne in New Orleans[14] (1973年) ※with Peter Thorup、スネイプ
- 『ライヴ・オン・ツアー・イン・ジャーマニー』 - Live on Tour in Germany (1973年) ※with Peter Thorup、スネイプ
- The Best Band in the Land (1973年) ※CCS名義
- Alexis Korner (1974年)
- Get Off My Cloud (1975年)
- The Lost Album (1977年)
- Just Easy (1978年)
- The Party Album (1979年) ※Alexis Korner and Friends名義
- Me (1980年)
- Rocket 88 (1981年) ※ロケット88名義
- Juvenile Delinquent (1984年)
- Testament (1985年) ※with Colin Hodgkinson
- Live in Paris (1988年) ※with Colin Hodgkinson